# Desenho vetorial

Exemplo de imagem vetorial em formato SVG.

Em computação gráfica pode-se classificar uma imagem, em relação à sua origem, de duas formas distintas:
1. Desenho vetorial, que se baseia em vetores matemáticos; e
2. Raster, que não é mais que a descrição da cor de cada pixel.

Desenho vetorial é o uso de primitivas geométricas como pontos, linhas, curvas e formas ou polígonos - todos os quais são baseados em expressões matemáticas - para representar imagens em computação gráfica. Os desenhos vetoriais são baseados em vetores (também chamados de caminhos), que conduzem através de locais chamados pontos de controle ou nós. Cada um desses pontos possui uma posição definida nos eixos x e y do plano de trabalho e determinam a direção do caminho. Além disso, a cada caminho pode ser atribuído uma cor de traço, forma, espessura e preenchimento. Estas propriedades não aumentam o tamanho dos arquivos de desenho vetorial de maneira substancial, uma vez que todas as informações residem na estrutura do documento, que apenas descreve como o vetor deve ser desenhado.

Exemplo de uma imagem vetorial

Ele é um tipo de imagem gerada a partir de descrições geométricas de formas, diferente das imagens chamadas mapa de bits, ou raster, que são geradas a partir de pontos minúsculos diferenciados por suas cores. Uma imagem vetorial normalmente é composta por curvas, elipses, polígonos, texto, entre outros elementos paramétricos, isto é, utilizam vetores matemáticos para sua descrição. 
As Curvas de Bézier são usadas para a manipulação dos pontos de um desenho. Cada linha descrita em um desenho vetorial possui nós, e cada nó possui alças para manipular o segmento de reta ligado a ele.
Por serem baseados em vetores, esses gráficos geralmente são mais leves (ocupam menos espaço em mídias de armazenamento) e não perdem qualidade ao serem ampliados, já que as funções matemáticas adequam-se facilmente à escala, o que não ocorre com gráficos raster que utilizam métodos de interpolação na tentativa de preservar a qualidade. Outra vantagem do desenho vetorial é a possibilidade de isolar objetos e zonas, tratando-as independentemente.
Existe um tipo especial de imagem, gerada por computador, que mistura os conceitos de ambos tipos: o cálculo matemático (escalável por natureza) e imagem raster: as imagens fractais.
Dentro dos formatos de desenhos vetoriais existe o Gradient Mesh, é a partir dele que se pode fazer desenhos vetoriais de alta qualidade e até mesmo artes ultra realistas. Um dos principais expoentes deste formato de arte é o artista plástico Yukio Miyamoto, suas artes são conhecidas mundialmente.

Representação vetorial de um telefone sem fio em formato SVG.

## Formatos comuns de imagem vetorial
- SVG Padrão para gráficos vetoriais recomendado pela W3C
- CDR Formato proprietário da Corel©
- AI Formato Adobe Illustrator
- EPS (Encapsulated PostScript) - formato e linguagem criada pela Adobe, e que pode conter informação vetorial e rasterizada no mesmo arquivo.
- WMF Windows Metafile (Meta-arquivo do Windows)